# Maurice Mandelbaum
Maurice Mandelbaum (Chicago, 9 december 1908 - Hanover (New Hampshire), 1 januari 1987) was een Amerikaanse filosoof. Vanaf 1957 doceerde hij aan de Johns Hopkins-universiteit in Baltimore. Hij hield zich voornamelijk bezig met geschiedfilosofie.

## Levensloop
Mandelbaum studeerde filosofie aan het Dartmouth College in Hanover (New Hampshire). In 1929 ontving hij zijn “Bachelor of Arts”- en in 1932 zijn “Master of Arts”-diploma. In 1936 promoveerde hij aan de Yale-universiteit in New Haven (Connecticut) tot doctor in de filosofie. Later zou hij ook nog eredoctoraten krijgen van het Dartmouth College (1979) en de Johns Hopkins-universiteit (1981).
Mandelbaums carrière speelde zich af in de academische wereld. In 1931 werd hij assistent-hoogleraar in biografie en vergelijkende taalwetenschap aan het Dartmouth College. In de jaren 1934-1947 was hij assistent-hoogleraar filosofie aan het Swarthmore College in Swarthmore (Pennsylvania). In 1947 ging hij terug naar Dartmouth, waar hij hoogleraar filosofie werd. In 1957 stapte hij over naar de Johns Hopkins-universiteit in Baltimore. In 1967 kreeg hij de titel ‘Andrew W. Mellon Professor of Philosophy’, naar de bankier, industrieel en filantroop Andrew William Mellon (1855-1937). Tussen 1958 en 1968 was Mandelbaum decaan van de filosofische faculteit.
In 1974 ging hij met pensioen, maar hij bleef parttime colleges geven. In 1978 kreeg hij de titel adjunct-hoogleraar filosofie. Dat bleef hij tot 1983. In 1987 overleed hij na een slepende ziekte.
In 1962 was Mandelbaum president van de American Philosophical Association; in de jaren 1968-1974 was hij voorzitter van het College van Toezicht van deze organisatie. Hij was ook lid van de American Academy of Arts and Sciences.

## Werkterrein
Mandelbaums specialisme was geschiedfilosofie. In The Problem of Historical Knowledge (1938) en The Anatomy of Historical Knowledge (1977) vraagt hij zich af of objectieve kennis van het verleden wel mogelijk is. Zijn antwoord is dat kennis van het verleden wel degelijk mogelijk is en dat die kennis het bijproduct is van de vele activiteiten van praktiserende historici. Hij keerde zich tegen het relativisme, het idee dat kennis niet objectief is, maar alleen bestaat in de wereld van de waarnemer.
Hij schreef ook over ethiek en publiceerde daarover een boek: The Phenomenology of Moral Experience (1955). Ook hield hij zich bezig met epistemologie (zijn boek Philosophy, Science and Sense-Perception van 1964 beweegt zich op dit terrein) en de geschiedenis van de filosofie (met als resultaat het boek History, Man and Reason van 1971). Toen hij in 1987 overleed, stond zijn laatste boek, Purpose and Necessity in Social Theory, op het punt te worden gedrukt.

## Boeken van zijn hand
- The Problem of Historical Knowledge: An Answer to Relativism, Liveright, New York, 1938
- The Phenomenology of Moral Experience, Free Press, Glencoe, 1955; tweede editie: Johns Hopkins Press, Baltimore, 1969
- Philosophy, Science and Sense Perception: Historical and Critical Studies, Johns Hopkins University Press, Baltimore, 1964
- History, Man and Reason: A Study in Nineteenth-Century Thought, Johns Hopkins University Press, Baltimore, 1971
- The Anatomy of Historical Knowledge, Johns Hopkins University Press, Baltimore, 1977
- Philosophy, History, and the Sciences: Selected Critical Essays, Johns Hopkins University Press, Baltimore, 1984
- Purpose and Necessity in Social Theory, Johns Hopkins University Press, Baltimore, 1987